# Arenophryne
Arenophryne é um gênero de anfíbios da família Myobatrachidae.
As seguintes espécies são reconhecidas:
- Arenophryne rotunda Tyler, 1976
- Arenophryne xiphorhyncha Doughty & Edwards, 2008